# 瀬戸山要藏
瀬戸山 要藏（せとやま ようぞう、1890年（明治23年）2月11日 - 没年不詳）は、福岡県三池郡大牟田町（現・大牟田市）出身の大相撲力士。本名は安永 要藏。身長176cm、体重105kg。大阪相撲では関脇を務めたが東西合併で十両に編入されその後は入幕できなかった。

## 略歴
当初は東京相撲の雷（元初代梅ヶ谷）の門に入り1910年（明治43年）6月序ノ口についた。その後大阪相撲に移り藤嶋部屋から陣幕部屋の所属となった。1919年（大正8年）1月新入幕、その場所8勝2預で優勝を飾った。1920年（大正9年）1月には関脇に進むが大きく負け越しその後は平幕に低迷した。1923年（大正12年）1月関脇に返り咲き勝ち越し。5月龍神事件が発生し幕内力士の半数が引退。瀬戸山自身は6月に発表された改正番付に名を載せたものの出場せず一度引退した。1925年（大正14年）1月十両格で復帰。1926年（大正15年）1月再入幕を果たしたところで東西合併となり1927年（昭和2年）1月十両12枚目に付けられた。十両を10場所務めたが2枚目が最高で入幕は果たせず1929年（昭和4年）3月限りで引退し年寄高崎を襲名した。1940年（昭和15年）1月限り廃業しその後は消息不明。

## 成績
- 幕内11場所　55勝31敗9分2預13休　優勝1回（大阪）
- 十両10場所  43勝45敗12休（東京）